# 丹北郡
丹北郡为過去日本大阪府轄下的一个郡，已于1896年4月1日与周邊的郡合并为中河內郡。
在1880年實施郡區町村編制法時的辖区包括现在的大阪市東住吉區南部、平野區南部、松原市大部分區域、八尾市西南部小部分區域、羽曳野市西北部小部分地區、藤井寺市西部小部分地區。

## 歷史
在令制國時代最初屬於河內國丹比郡，後來丹比郡被分割為丹南郡和丹北郡，最初的丹北郡還包括現在的八上郡，後來八上郡才又從丹北郡中分出。
江戶時代大部分區域為館林藩的領地，其他另有部分區域屬於幕府直轄領地、旗本領、丹南藩、狹山藩、小田原藩、高德藩、伯太藩。
1868年明治維新後，郡內區域曾先後隸屬大坂裁判所（後改為大阪府）、河內縣、堺縣、丹南縣、伯太縣、栃木縣，最後在1871年年底的第一次府縣整併中全數被併入堺縣。
1880年實施郡區町村編製法，正式的設置了近代的行政區劃「丹北郡」，但並未設置自己的郡役所，而是與周邊的高安郡、澀川郡、大縣郡、若江郡、河內郡共同設立「八尾郡役所」，郡役所位於若江郡寺內村（位於現在的八尾市），因此八尾郡役所後來也被更名為「丹北高安澀川大縣若江河內郡役所」。
1881年，由於堺縣被併入大阪府，丹北郡隨之成為大阪府的轄區。

### 沿革

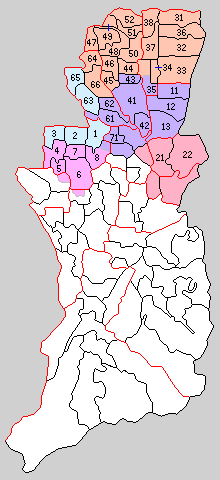
1889年丹北郡轄下的行政區劃：
1.長吉村、2.瓜破村、3.矢田村、4.天美村、5.布忍村、6.松原村、7.三宅村、8.惠我村
（水藍色：現屬大阪市、紫色：現屬八尾市、桃色：現屬松原市
11 - 13屬高安郡、21・22屬大縣郡、31 - 38屬河內郡、41 - 52屬若江郡、61 - 66屬澀川郡、71屬志紀郡）

- 1889年04月1日：實施町村制，丹北郡下設長吉村（日语：長吉村）、瓜破村（日语：瓜破村）、矢田村（日语：矢田村_(大阪府)）、天美村（日语：天美町）、布忍村（日语：布忍村）、松原村（日语：松原町）、三宅村（日语：三宅村 (大阪府中河内郡)）、惠我村（日语：恵我村）。（8村）
- 1896年04月1日：實施郡制（日语：郡制），同時原屬於「丹北高安澀川大縣若江河內郡役所」的區域再加上志紀郡三木本村被合併為中河內郡。